# Hedwiga Courthsová-Mahlerová

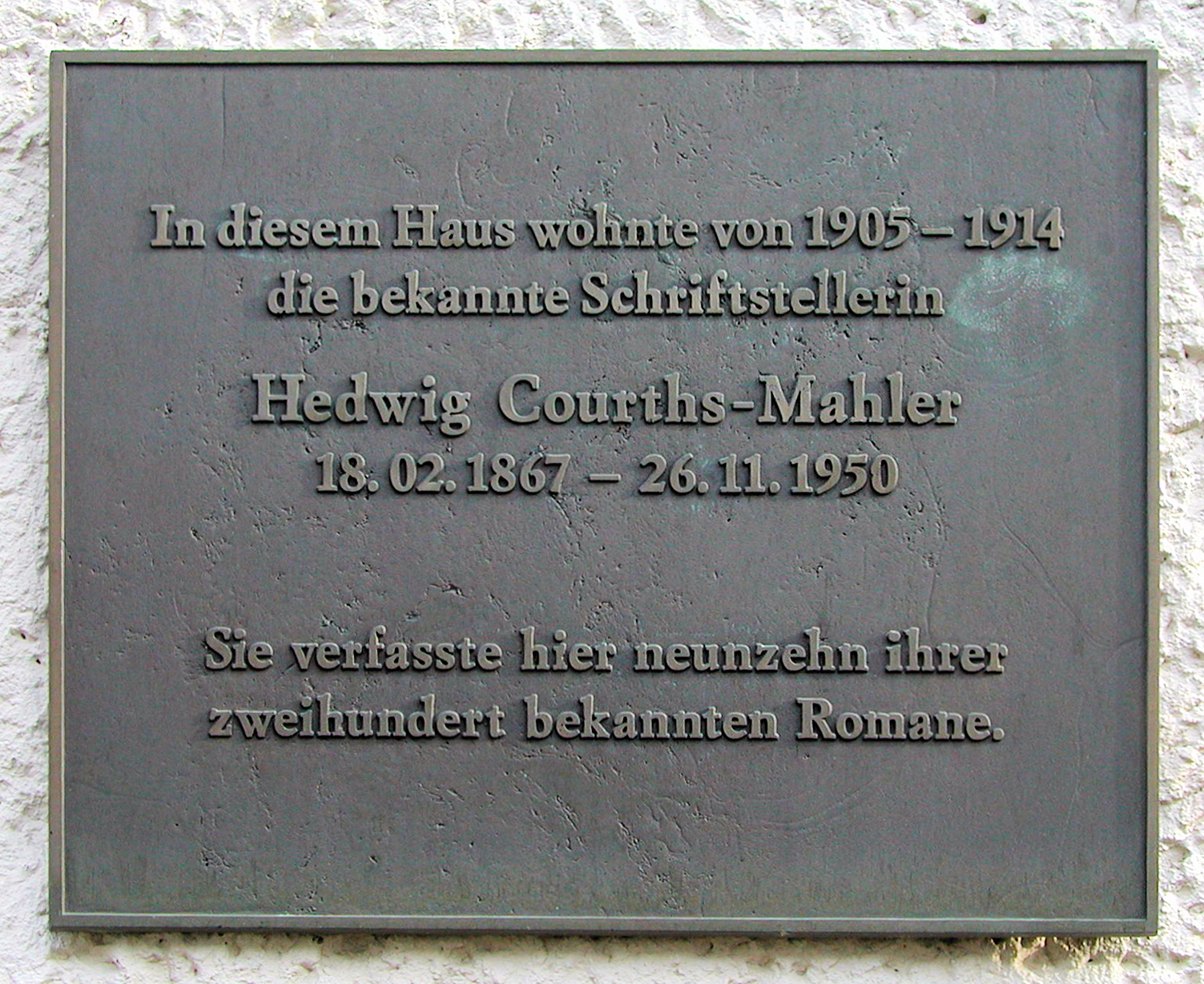
Pamětní deska v Berlíně

Hedwiga Courthsová-Mahlerová, rozená Ernestine Friederike Elisabeth Mahlerová (18. února 1867, Nebra - 26. listopadu 1950, Tegernsee) byla úspěšná německá spisovatelka, autorka řady konvenčních ženských románů.

## Život
Hedwiga Courthsová-Mahlerová se narodila jako nemanželská dcera markytánky Henrietty Mahlerové a kapitána Ernsta Schmidta. Byla vychovávána pěstouny a od roku 1882 pracovala nejprve jako služebná a společnice v Lipsku a poté jako prodavačka v Halle, kde začala také svou literární činnost pod vlivem četby většinou podřadných až kýčovitých próz z rodinných časopisů, které v obchodě prodávali. Roku 1889 se vdala za učitele kreslení a textilního výtvarníka Fritze Courthse, kterému porodila dvě dcery.
Roku 1895 přesídlila s mužem do Saské Kamenice a zde se začala ještě výrazněji věnovat psaní, protože se toužila stát následovnicí tehdy nejslavnější autorky zábavných románů pro ženy Eugenie Marlittové. Roku 1904 jí zde také vyšel v Chemnitzer Tageblatt na pokračování její první román Licht und Schatten (Světlo a stín). Postupně se z ní stala autorka stále úspěšnějších ženských románů, které začaly vycházet i knižně. V roce 1904 se s rodinou přestěhovala do Köpenicku a roku 1905 do Berlína. Zde se postupně stala tak známou spisovatelkou, že se jí říkalo prostě jen "HCM".
Nástup nacismu znamenal velké omezení ve vydávání jejích knih, protože odmítla jejich obsah přizpůsobit této ideologii. To byl také jeden z důvodů, proč od roku 1936 nevyšla téměř žádná její nová kniha (jen reedice) (druhým důvodem bylo, že po skončení druhé světové války ve své literární práci již téměř nepokračovala). Roku 1935 se přestěhovala do Bavorska do Tegernsee u Rottach-Egernu, kde roku 1950 zemřela a jde zde také pochována.

## Charakteristika díla
Hedwiga Courthsová-Mahlerová napsala celkem 208 knih, s celkovým nákladem přes 80 miliónů, které byly přeloženy do mnoha světových jazyků (autorka patří dodnes k nejpřekládanějším světovým spisovatelům vůbec). Ve většině případů to však jsou sentimentální, podbízivé a k slzám dojímající zkonvencionalizované milostné příběhy, jejichž hlavním smyslem je konečný happy-end (postavy jsou zredukované na citovou složku a procházejí trnitou cestou strastí a utrpení k závěrečnému štěstí). Jsou psané černobílou manýrou a vyráběné takřka na běžícím pásu (autorka dokázala napsat za rok i čtrnáct románů, každý cca po 300 stránkách).

## Výběrová bibliografie
V následujícím seznamu autorčiných děl jsou uvedena jen ta, která vyšla česky a u kterých je znám název a rok vydání německého originálu.
- Licht und Schatten (1904, Světlo a stín),
- Die wilde Ursula (1912, Uršula),
- Ich lasse dich nicht (1912, Neopustím tě), nejslavnější autorčin román, který vyšel v nákladu přes milión výtisků,
- Was Gott zusammenfügt (1913, Co Bůh spojí),
- Aus Erster Ehe (1913, Z prvního amnželství), )
- Das Halsband (1913, Náhrdelník),
- Die Bettelprinzeß (1914, Princezna z Nemanic)
- Käthes Ehe (1914, Katčino manželství),
- Hexengold (1914,. Magická moc zlata),
- Die Schöne Lilian (1915, Krásná Lilian),
- Griseldis (1916, Griselda),
- Ich will (1916, Já chci!),
- Prinzeß Lolo (1916, Princezna Lili),
- Meine Käthe (1917, Moje Katuška),
- Eine ungeliebte Frau (1918, Nemilovaná),
- Das Amulett der Rani (1918, Amulet),
- Rote Rosen (1919, Rudé růže),
- Der Scheingemahl (1919, Nepravý manžel),
- Zwei Frauen (1919, V dobrém i zlém),
- Liane Reinold (1919, Liana),
- Das Drama von Glossow (1919, Drama na Glossowě),
- Der Scheingemahl (1919, Manželství na oko),
- Hans Ritter und seine Frau (1919, Jan Ritter a jeho paní),
- Die Herrin von Retzbach (1920, Paní z Retzbachu),
- Ich darf dich nicht lieben (1921, Nesmím tě milovat),
- Das ist der Liebe Zaubermacht (1924, Kouzelná moc lásky),
- Nur ich allein (1925, Jen pro tebe),
- Mein liebes Mädel (1925, Má milovaná dívenka),
- Im fremden Lande (1926, Daleko od domova),
- Um Diamanten und Perlen (1930, Perly a diamanty),
- Die Herrin von Armada (1932, Paní z Armady),
- Da sah er eine blonde Frau (1932, Plavovláska),
- Die Flucht vor der Ehe (1934, Útěk před manželstvím),
- Dorrit in Gefähr (1935, Dorrit v nebezpečí),
- Du darfst nicht von mir gehen (1936, Nesmíš mne opustit),
- Welt ist der Weg zum Glück (1936, Cesta za láskou),
- Die Entflohene Braut (1936, Ztracená nevěata),
- Flucht in den Frieden (1948, Útěk do ráje), poslední autorčina kniha.

## Filmové adaptace
- Die schöne Miss Lilian (1920), německý němý film, režie Franz Eckstein,
- Du bist das Leben, (1921), německý němý film, režie Franz Eckstein,
- Deines Bruders Weib, (1921), německý němý film, režie Franz Eckstein,
- Opfer der Liebe, (1921), německý němý film, režie Franz Eckstein,
- Durch Liebe erlöst, (1921), německý němý film, režie Franz Eckstein,
- Eine ungeliebte Frau (1974), německý televizní film, režie Tom Toelle,
- Die Bettelprinzess, (1974), německý televizní film, režie Bruno Voges,
- Griseldis, (1974), německý televizní film, režie Peter Beauvais,
- Der Scheingemahl, německý televizní film, režie Gert Westphal,
- Die Kriegsbraut, (1974), německý televizní film, režie Tom Toelle,
- Das Geheimnis des roten Hauses, (2005), německý televizní film, režie Jörg Grünler.

## Česká vydání
Většina autorčin děl je přeložena do češtiny. Její spisy vyšly v letech 1926-35 v pražském nakladatelství Alois Hynek celkem v 66 svazcích a její díla tvoří i čtrnáct svazků z první padesátky edice Červená knihovna. V současné době vydává její knihy brněnské nakladatelství MOBA.